# Anthurium glanduligerum
Anthurium glanduligerum är en kallaväxtart som beskrevs av Adolf Engler. Anthurium glanduligerum ingår i släktet Anthurium och familjen kallaväxter. Inga underarter finns listade.